# Luzula groenlandica
Luzula groenlandica — багаторічна трав'яниста рослина родини ситникові (Juncaceae), поширена в арктичній частині Північної Америки.

## Опис
Стебла ростуть у щільних пучках, прямі, 10–30 см, жорсткі. Листя: базальні листки (з кількома зовнішніми мертвими, як правило, присутніми), до 9 см × 3 мм; стеблові листки до 5 см × 2 мм. Квіти: оцвітини з широкими виразними полями та верхівкою (вершина від гострої до загостреної), 1.9–2.5 мм. Коробочки темно-червонуваті, блискучі, яйцеподібні, в основному коротші, ніж оцвітини. Насіння напівпрозоре, коричневе, еліпсоїдне, 0.9–1.1 мм. 2n = 24.

## Поширення
Північна Америка: Ґренландія, Канада, Аляска. Населяє землі від піщаних морських берегів з трав'янистою рослинністю до дернової тундри, часто поблизу води й до альпійських рівнин; 0–400 м.